# Calathea cinerea
Calathea cinerea là một loài thực vật có hoa trong họ Marantaceae. Loài này được Regel mô tả khoa học đầu tiên năm 1876.